# Willem van Honthorst
Willem van Honthorst (Utrecht, 1594 – Utrecht, 19 febbraio 1666) è stato un pittore olandese rappresentante del Secolo d'oro olandese.

## Biografia

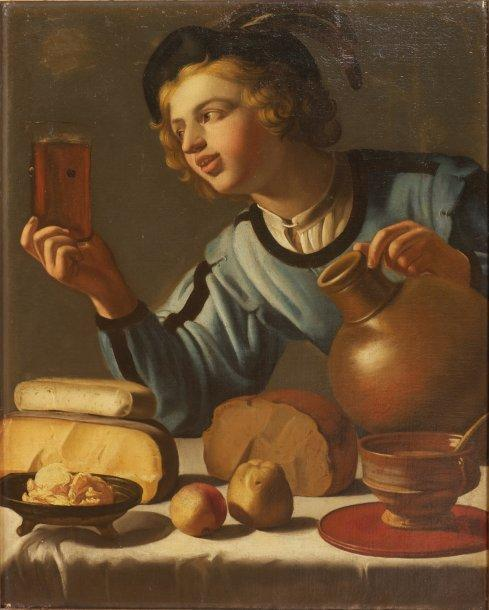
Willem van Honthorst - Il giovane bevitore

Fratello minore del più noto Gherardo delle Notti, nacque ad Utrecht nel 1594. Entrambi, su volere del padre Herman, furono avviati alla pittura da Abraham Bloemaert.

Come il fratello, fu seguace dello stile di Caravaggio e diventò un ricercato autore di ritratti. Dal 1647 al 1664 si trasferì a Berlino, dove divenne pittore di corte per conto di Luisa Enrichetta, moglie dell'elettore Federico Guglielmo I, dopodiché tornò ad Utrecht, dove si spense nel 1664. 

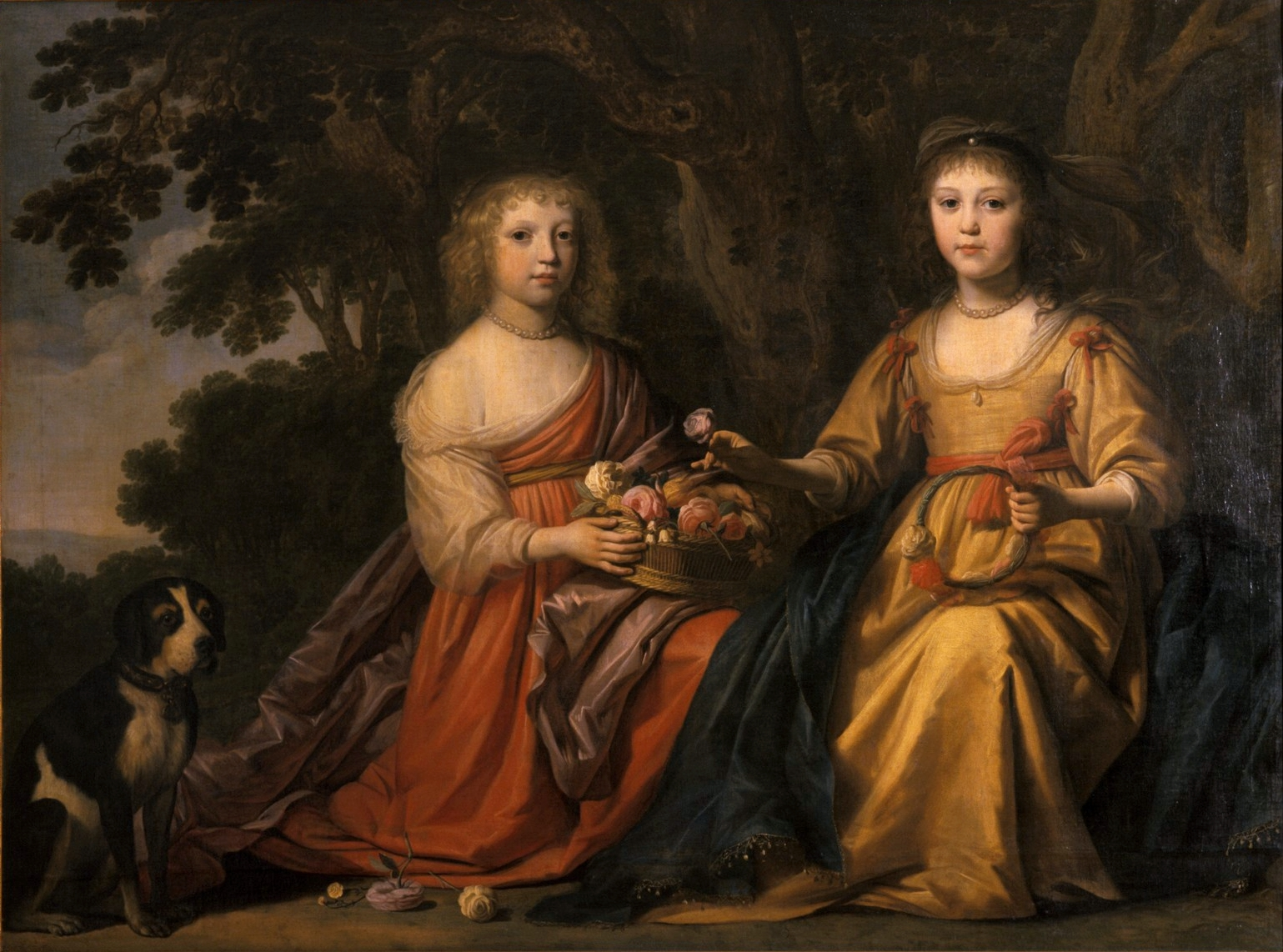
Willem van Honthorst - Le principessine Maria Maddalena e Carlotta Elisabetta di Brandeburgo, 1640

## L'erronea attribuzione delle opere del fratello Gherado delle Notti

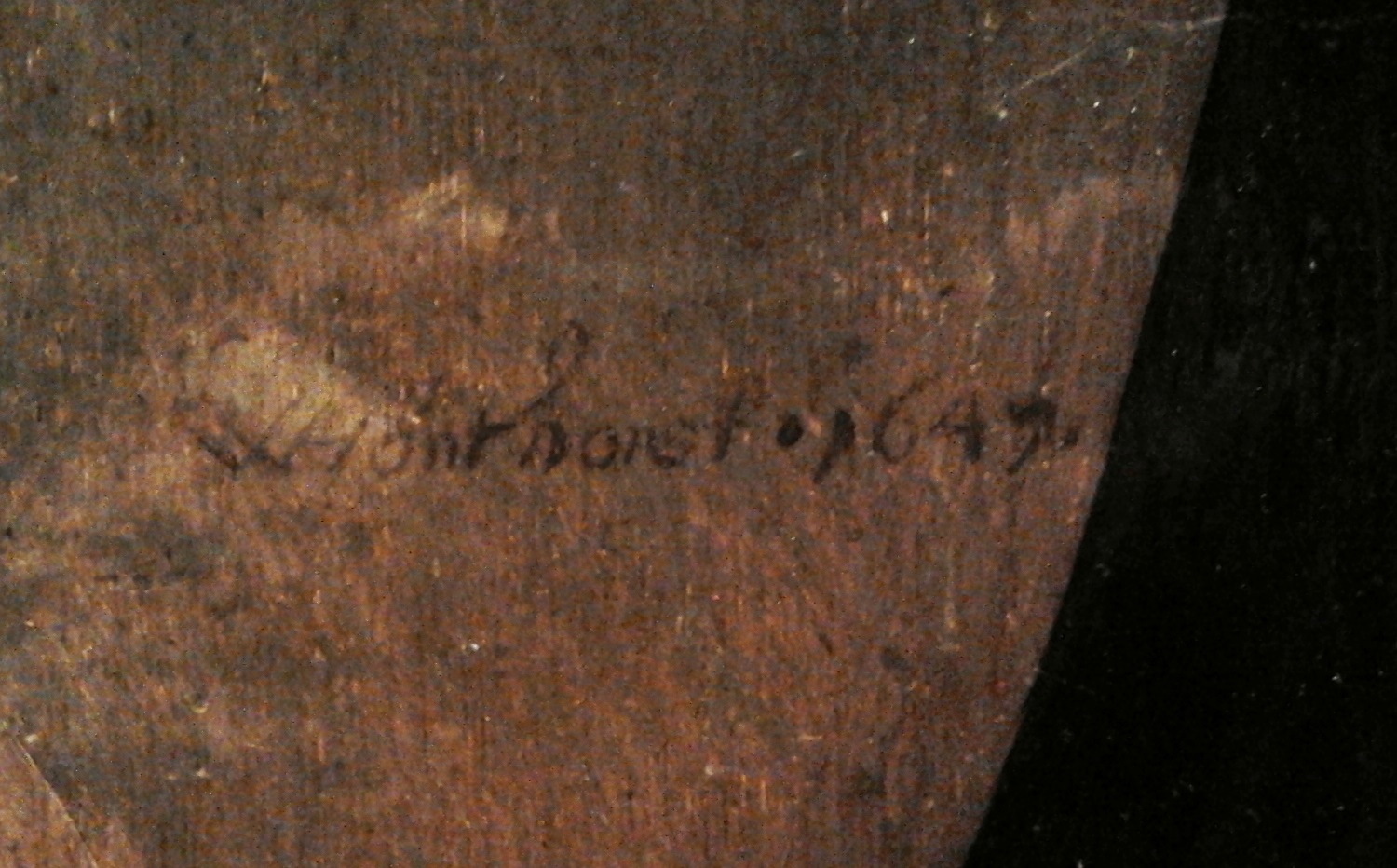
La firma di Willem

Anche il fratello Gherardo (1592-1656) fu un pittore di ritratti e molte delle sue opere furono attribuite a Willem a causa della somiglianza fra le loro due firme.

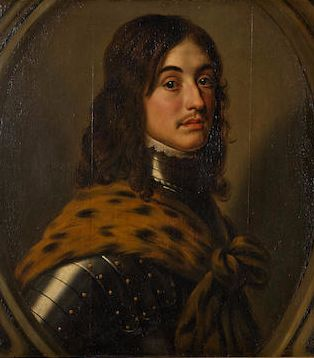
Willem van Honthorst - Il principe Edward Palatino